# Jesús Huerta de Soto
Jesús Huerta de Soto Ballester, född 1956 i Madrid, är en spansk nationalekonom. Han är en av de mest framträdande ekonomerna inom den moderna österrikiska skolan och en spansk politisk filosof. Han är verksam som professor i nationalekonomi vid Rey Juan Carlos-universitetet i Madrid. Han har avlagt två doktorsexamina: en i juridik 1984 och en i nationalekonomi 1992, båda från Complutense-universitetet i Madrid. Han tilldelades ett stipendium av Spaniens bank och studerade vid Stanford University, där han avlade sin MBA. 1979 blev Huerta de Soto professor i nationalekonomi vid juridiska fakulteten på Complutense-universitetet. Sedan 2000 har han varit professor i nationalekonomi vid juridiska fakulteten på Rey Juan Carlos-universitetet i Madrid. Utöver detta har han, för att sprida det österrikiska paradigmet i Europa och övriga världen, sedan oktober 2007 vid sitt universitet lett det enda officiella masterprogrammet i österrikisk ekonomi som är ackrediterat och giltigt inom EU. I maj 2004 blev han och är fortfarande grundande redaktör av den akademiska tidskriften Procesos de Mercado: revista europea de economía política [Marknadsprocesser: europeisk tidskrift i nationalekonomi], vilken två gånger per år publicerar artiklar om den österrikiska skolan på de officiella språken inom EU. Huerta de Sotos akademiska bidrag är många, däribland boken Planes de pensiones privados [Privata pensionssystem], för vilken han belönades med Premio Internacional de Economía [Kung Juan Carlos internationella ekonomipris] av kung Juan Carlos 1983.
Huerta de Soto är också medlem i Ludwig von Mises-institutet, har stött Fundación Instituto Madrileño de Estudios Avanzados (IMDEA), Ciencias Sociales (Madrids institut för avancerade studier) och varit vice ordförande i Mont Pelerin Society (2000–2004). Han sitter i redaktionsstyrelsen för Quarterly Journal of Austrian Economics, The Journal of Markets and Morality och tidskriften New Perspectives on Political Economy och är även en av grundarna av Sociedad para el Estudio de la Acción Humana [Sällskapet för studier av mänskligt handlande]. Förutom detta arbetar han mycket tätt med Juan de Mariana-institutet i Madrid. År 2009 belönade Fransisco Marroquin-universitetet Huerta de Soto med hans första hedersdoktorstitel, vilken åtföljdes av en annan från Alexandru Ioan Cuza-universitetet i Iasi, Rumänien (2010) och ytterligare en i Moskva från Finansuniversitetet under den ryska regeringen, en institution som grundades av Lenin 1919. Bland andra akademiska priser har han mottagit Adam Smith-priset från CNE i Bryssel (2005), Franz Cuhel Memorial Prize for Excellence in Economic Education från Ekonomihögskolan i Prag (2006), Gary G. Schlarbaums frihetspris (Salamanca, 2009) och Foment del Treball Nacional-medaljen (Barcelona, 2009). Slutligen tilldelades han den 21 juni 2013 Hayeks guldmedalj vid universitetet i Göttingen, Tyskland.
Bland hans mest kända intellektuella bidrag kan nämnas hans studier av entreprenörskap och socialismens omöjlighet, presenterade i boken Socialism, Economic Calculation, and Entrepreneurship (2010), hans vidareutveckling av den österrikiska teorin om konjunkturcykler, framförd i boken Money, Bank Credit and Economic Cycles, samt teorin om dynamisk effektivitet som presenteras i boken The Theory of Dynamic Efficiency. Huerta de Soto menar att analysen av den sociala verkligheten kräver att följande tre angreppssätt kombineras: teori (von Mises), evolutionär historia (Hayek) och etik (Rothbard). Huerta de Sotos verk har översatts till 21 språk, däribland ryska, kinesiska, japanska och arabiska. Ideologiskt sett försvarar Huerta de Soto anarkokapitalismen och betraktar denna som teoretiskt överlägsen klassisk liberalism. Han förespråkar fullständig ekonomisk liberalisering och total omdaning av det nuvarande finansiella systemet: en återgång till guldmyntfoten och 100 procents kassakrav för bankverksamhet. Han delar med andra tänkare, såsom Murray Rothbard, uppfattningen att Salamancaskolan under den spanska guldåldern var en filosofisk, juridisk och ekonomisk föregångare till den österrikiska skolan i allmänhet och ekonomisk liberalism i synnerhet: att det var där som det vi idag kallar “den ekonomiska vetenskapen” föddes. Huerta de Sotos försvar av euron, vilken fungerar som en “proxy” för guldmyntfoten och kan hålla politiker, byråkrater och lobbygrupper i schack, är välkänt inom tillämpad ekonomi.
Huerta de Soto har lyckats med att skapa en betydande skola av unga akademiker och följare, däribland följande doktorer, bland många andra: Philipp Bagus, Miguel Ángel Alonso Neira, David Howden, Gabriel Calzada, Javier Aranzadi del Cerro, Óscar Vara Crespo, Adrián Ravier, Juan Ramón Rallo, Miguel Anxo Bastos Boubeta och Maria Blanco. Sedan 2011 har Huerta de Soto varit medlem i Partido de la Libertad Individual (P-Lib) [Individuella frihetspartiet].